# Nurgül Yeşilçay
Nurgül Yeşilçay (n. 26 martie 1976, Afyonkarahisar, Turcia) este o actriță turcă.

## Biografie
Nurgül Yeşilçay a absolvit liceul în İzmir. În anul 2001, a absolvit departamentul de teatru al Universității din Eskișehir. Pe 26 octombrie 2004 s-a căsătorit cu actorul Cem Özer, iar pe 25 mai 2005 s-a născut fiul lor, Osman Nejat Özer.

## Filmografie

### Filme
| Film                    | Rol                 | An   | Director                                                        |
| ----------------------- | ------------------- | ---- | --------------------------------------------------------------- |
| 7 Kocalı Hürmüz         | Hürmüz              | 2009 | Ezel Akay                                                       |
| Vicdan                  | Aydanur             | 2008 | Erden Kıral                                                     |
| Yașamın Kıyısında       | Ayten               | 2007 | Fatih Akın                                                      |
| Adem'in Trenleri        | Hacer               | 2007 | Barıș Pirhasan                                                  |
| Anlat İstanbul          | Uyuyan Güzel Saliha | 2004 | Ümit Ünal Kudret Sabancı Selim Demirdelen Yücel Yolcu Ömür Atay |
| Eğreti Gelin            | Kostak Emine        | 2004 | Atıf Yılmaz                                                     |
| Asmalı Konak - Hayat    | Bahar Karadağ       | 2003 | Çağan Irmak                                                     |
| Mumya Firarda           | Fatıma              | 2002 |                                                                 |
| Șellale                 | Nergis              | 2001 |                                                                 |
| Herșey Çok Güzel Olacak | Hemșire             | 1998 |                                                                 |

### Seriale
| Film           | Sezon     | Rol           |
| -------------- | --------- | ------------- |
| Paramparça     | 2014-2016 | Gülseren      |
| Bebek Iși      | 2013      | Candan        |
| Sensiz Olmaz   | 2011      | Feryal        |
| Așk ve Ceza    | 2010      | Yasemin       |
| Ezo Gelin      | 2006      | Ezo           |
| Belalı Baldız  | 2005      | Arzu Parlak   |
| Melekler Adası | 2004      | Șerbet        |
| Asmalı Konak   | 2002      | Bahar Karadağ |
| 90–60–90       | 2001      | Deniz         |
| İkinci Bahar   | 1999      | Gülsüm        |